# Breda M1930
Pour les articles homonymes, voir Breda (homonymie).
Le Breda M1930, prédécesseur du Breda M1937, était la mitrailleuse légère standard de l'armée italienne en 1940 lors de la Seconde Guerre mondiale, qui servit notamment sur le front de l'Est ou encore en Afrique. 
Après la Première Guerre mondiale, dans les années 1920, le Regio Esercito remplace la mitrailleuse SIA Mod. 1918 par de nouvelles armes : le Fiat Mod. 24 et le Breda Mod. 5C sont choisis pour le rôle de mitrailleuses légères. Une version de ce dernier, le Breda Mod. 5G, allégé et équipé d'un bipied, est choisi comme mitrailleuse, préféré à un modèle des aciéries de Terni, ainsi qu'au BRNO ZB.26 tchécoslovaque, dont sera dérivée plus tard la célèbre mitrailleuse britannique Bren. Du Mod. 5G est né le Breda Mod. 30, adopté par les forces armées italiennes en 1930 et maintenu en service jusqu'en 1945.
Arme à rechargement par court recul, elle est refroidie par air et possède une culasse calée à ouverture retardée. De plus, afin de fonctionner correctement, elle est munie d'un dispositif permettant de lubrifier ses étuis. Quant à ses défauts, son système d'alimentation s'encrassait facilement et elle était souvent graisseuse, de même que le changement de canon était difficile à effectuer (pas de poignée pour le manipuler).
Certaines Breda ont été re-désignées comme étant Breda M1937, après avoir été modifiées pour accepter la nouvelle cartouche de 7,35 mm. La Breda M1930 fut également montée sur un certain nombre de véhicules de combat blindés italiens.
Dans les unités de l'armée régulière, une Breda 1930 est assignée à chaque escouade. En raison de l'importance de sa puissance de feu, la Breda 30 fut le plus souvent employée par le soldat le plus fiable de l'escouade (contrairement à d'autres armées de l'époque, il n'était pas rare de voir un sous-officier lui-même brandissant cette arme). Le tireur avait normalement un assistant qui transportait des munitions supplémentaires.
La Wehrmacht a adopté le Breda 1930 en petit nombre après l'occupation du nord et du centre de l'Italie, en 1943, en l'utilisant sous le nom de MG 099 (i). Elle remplit un rôle de fusil mitrailleur, qu'elle peine à remplir comparée aux armes allemandes à cause de son petit calibre, une faible cadence de tir et une conception ancienne. C'est une mitrailleuse légère, principalement utilisée dans les champs de bataille de la campagne italienne qui n'a aucun rapport avec la mitrailleuse allemande MG 34.
C'est une armée jugée peu fiable par ses utilisateurs[réf. nécessaire].

## Performances au combat
Le gros problème du Breda M1930 venait de son alimentation. Pour éviter les problèmes liés à l'extracteur, il fut décidé lors de sa conception de ne pas utiliser un extracteur mais de lubrifier les cartouches. Avec un chargeur ouvert sur le dessus (pour vérifier le niveau de munitions, à la manière du Chauchat français de la Première Guerre mondiale), cela rendait l'arme inutilisable dans le désert de Libye : le sable s'accumulait dans le chargeur puis était arrosé d'huile avant de rentrer dans la culasse, bloquant le mécanisme. Les performances de l'arme ont été meilleures dans un terrain moins difficile.
Bien que très imparfaite par rapport à ses contemporains, la Breda 30 fut toujours considérée comme l'arme la plus meurtrière  de l'arsenal du fantassin italien. La Breda 30 et le fusil Carcano M91 ont constitué l'épine dorsale de l'armement d'infanterie italienne pendant la Seconde Guerre mondiale.